# Siège de Paris (1360)
Pour les articles homonymes, voir Siège de Paris.
Batailles
Le siège de Paris de 1360 est mis par les troupes anglaises d'Édouard III d'Angleterre lors de sa chevauchée de 1359-1360.

## Contexte
Au printemps de 1360, le roi d'Angleterre déclenche une nouvelle chevauchée, visant à ruiner stratégiquement le pays  et à forcer les Français à livrer une grande bataille en rase campagne. Charles, plus fin stratège que ses prédécesseurs, lui oppose la tactique de la terre déserte et mène une guerre d'escarmouches refusant toute bataille rangée. Cette chevauchée tourne au fiasco pour les Anglais, harcelés, affamés, privés de montures (faute de fourrage). Pendant ce temps, en mars 1360, des marins normands mènent un raid sur le port de Winchelsea, déclenchant une panique en Angleterre. Fou de rage, Édouard III remonte vers Paris et laisse son armée ruiner la contrée. Il ne s’agit plus de simples extorsions visant à nourrir son armée, mais de la destruction systématique de toutes les ressources - les pieds de vignes sont arrachés, le bétail abattu et toute âme qui vive massacrée.

## Le siège
Le 31 mars 1360, Édouard III installe son quartier général au château de Chanteloup à Saint-Germain-lès-Châtres et dirige l'investissement de Paris. Longjumeau, Montlhéry, Corbeil et Orly sont occupés et pillés dans la foulée. Puis entre le 5 et le 7 avril, c'est au tour de Châtillon, Montrouge, Gentilly, Cachan, Issy, Vanves et Vaugirard. Les Anglais campent aux portes de Paris. Les exactions commises par les Anglais entraînent un vif ressentiment. Tous les habitants des villages aux alentours viennent alors se réfugier dans Paris. Par mesure de défense, les faubourgs méridionaux sont brulés. Toutefois le Dauphin Charles refuse le combat.

## Signature de la paix
Après être restée une semaine devant Paris, l'armée anglaise manquant de vivres est forcée de se retirer vers le Nord. Le dimanche 12 avril 1360, les Anglais plient bagages et prennent la direction de la Beauce. Le 13 avril c'est le fameux « Lundi noir » : alors que l'armée anglaise est quelque part dans le territoire l'actuelle Yvelines, une terrible tempête éclate. Un orage de grêle qui tue les bêtes et les gens, détruit les chariots, les vivres et l'armement.
Édouard III se décide alors à négocier. Il signe la paix à Brétigny, où il dissout son armée de mercenaires.

## Dans la culture
Le jeu vidéo Age of Empires IV revient sur cet évènement dans sa campagne.